# Бахиев, Амин Бахиевич
Амин Бахиевич Бахиев (15 мая 1937, Кегейлийский район, Кара-Калпакская АССР, Узбекская ССР, СССР — 27 августа 2014) — советский и узбекский ботаник, действительный член академии наук Узбекистана.

## Биография
В 1961 г. окончил Каракалпакский государственный педагогический институт. Начал трудовую деятельность в качестве младшего научного сотрудника в Каракалпакском отделении Академии наук.
В 1969 г. защитил кандидатскую, в 1983 г. — докторскую диссертации. В 2000 г. был избран действительным членом Академии наук Республики Узбекистан.
Работал на ответственных должностях директора Ботанического сада, Объединенного института естественных наук, Института биоэкологии Каракалпакского отделения Академии наук, заместителя председателя Президиума Каракалпакского отделения Академии наук. В последние годы — директор биоэкологического института Каракалпакского Филиала Академии Наук Республики Узбекистан, затем — главный научный сотрудник Каракалпакского научно-исследовательского института естественных наук.
Сфера научных интересов: изучение растительного мира, сохранение биоразнообразия дельты Южного Приаралья и Амударьи. Основал научную школу по исследованию растений, произрастающих на засушливых землях. Под его руководством подготовлены более десяти кандидатов и докторов наук.

## Награды и звания
Награждён орденом «Эл-юрт хурмати».
Заслуженный деятель науки Республики Каракалпакстан. Лауреат премии имени Бердаха.